# ЛГБТ-історія
ЛГБТ-історія (англ. LGBT history) - історія лесбійок, геїв, бісексуалів і трансгендерів. Історія ЛГБТ починається з перших записів про гомосексуальність в Стародавньому світі і до наших днів.
Довгий час ця історія ігнорувалася, якщо не ховалася навмисно, і тільки з 1970-х стала виявлятися і поглиблено вивчатися істориками.

## Стародавній світ
При вивчені ЛГБТ-історії в стародавньому світі, необхідно враховувати, що сучасна концепція гомосексуальності не може бути застосована, і більш доречно говорити про «гомосексуальні практики», оскільки найбільш поширеною була бісексуальність. У стародавні часи шлюб був не тільки інститутом, заснованим на коханні та емоційній підтримці, а й засобом отримання вигод, наявністю потомства для забезпечення майбутнього в старості, укладення політичних союзів і передачі спадщини, а також засобом збільшення військової потужності громади через потомство. Тому шлюб був обов'язком, а виняткова гомосексуальність - розкішшю, яку могли собі дозволити лише деякі.

### Месопотамія
Чоловічі гомосексуальні практики описані ще в шумерський період як серед чоловіків, так і серед хлопчиків. У шумерській цивілізації (3000 рік до н. е.) Зафіксовано існування жерців-співаків, які називаються Ассіну, що буквально означає «людина-матка», що інтерпретується як гомосексуал.
У Вавилоні (2100-560 рр. до н. е.) також документально підтверджується існування гомосексуальності, яка вважалася звичайним явищем і не засуджувалася. Наприклад, «Епос про Гільгамеша» показує еротичні стосунки героя з його супутником Енкіду. Був певний зв'язок між сексуальною (також гомосексуальною) практикою і релігією. Є свідчення того, що деякі з жерців Іштар були гомосексуалами і брали участь в транс танцях в певних ритуалах. У деяких вавилонських храмах існувала священна чоловіча проституція.
На відміну від сусідів, ассирійці (1800-1077 рр. до н. е.) були нетерпимі до чоловічої гомосексуальності. За часів правління Тукульті-апал-Ешарра I, в середній період імперії (XII століття до н. е.), вона каралася кастрацією. Однак у Кодексі Хаммурапі (близько 1770 року до н. е.), згадуються salzikrum «дочки-чоловіки», які могли взяти одну або кілька дружин і володіли майновими і спадковими правами, аналогічними чоловікам.

### Єгипет
Історичні свідчення гомосексуальності в Стародавньому Єгипті дуже мізерні і в більшості випадків неоднозначні.
У мастабі Саккари близько 2400 р до н. е., що належала Хнумхотепі і Ніанххнуму, двом старшим царським чиновникам фараона Ніусерра з V династії, з'явилися зображення де вони обнімаються в ситуаціях, дуже схожих на звичайні гетеросексуальні шлюби, знайдені в інших гробницях того ж періоду. Це змушує нас думати, що вони були гомосексуальної парою, але інші історики вважають, що вони могли бути братами, можливо близнюками.
Явне посилання на гомосексуальність в єгипетській культурі міститься в міфах про Сета і Гора. Легенда свідчить, що Сет домінував над Верхнім Єгиптом, в той час як його племінник Гор - над Нижнім Єгиптом, що уособлює фактичний поділ обох територій в Додинастический період Єгипту. Сет намагався зґвалтувати Гора, і вони кілька днів боролися в Нілі, перетворившись на бегемотів. У бою Сет вирвав око Гора, а Гор - пеніс Сета. Зрештою зі втручанням Тота, бога мудрості, обидва бога примирилися. Ця легендарна сексуальна боротьба і подальше примирення інтерпретуються істориками як алегорія боротьби між обома царствами, які об'єдналися близько 3000 року до н. е. Після об'єднання пара богів часто представлялася символом єдності з певними двозначними конотаціями. У деяких версіях Сет навіть народжує дитину від Гора. Інша історія розповідає, як Сет намагався «зганьбити» Гора. Сет анально зґвалтував Гора і пішов до суддів, щоб повідомити про те, що трапилося. Але Гор зібрав сперму Сета за порадою своєї матері, Ісіди, яка поклала її в салат, улюблену їжу Сета, і той з'їв його, не помітивши. Коли судді закликали сперму, щоб перевірити запліднення, всі були здивовані, почувши відповідь зі шлунка Сета. В оповіданні не говориться, що єгипетське суспільство вважало гомосексуальними відносинами, але, в ньому записано, що вони знали концепцію сексу між чоловіками.

### Греція
Перші письмові документи, в яких детально описувалися гомосексуальні практики в давнину, прийшли з Греції. У Греції чоловіча гомосексуальна практика була глибоко вкоріненим звичаєм. Такий звичай не замінював гетеросексуальний шлюб. Дорослі чоловіки не часто вступали у відносини один з одним (хоча були й винятки, як, наприклад, у випадку з Олександром Македонським), а чоловік ераст зазвичай приєднувався до хлопчика еромену. Зазвичай стосунки починалися, коли дорослому коханцеві було близько двадцяти, а хлопчик тільки вступав в статеву зрілість, продовжуючись до тих пір, поки ераст сягав тридцяти і не одружився, хоча це могло тривати до невизначеного терміну або закінчуватися раніше. Ці відносини були не тільки сексуальними: ераст набував правовий статус, аналогічний статусу родича або опікуна чоловічої статі, і відповідав за освіту і військову підготовку хлопчика.
Педерастія була звичаєм насамперед аристократичного класу, за допомогою якого вищі класи передавали свої цінності. Деякі дослідження показали, що стародавні греки вірили в те, що сперма є джерелом знань і що при таких відносинах мудрість передається з покоління в покоління. Будучи настільки поширеним явищем, більшість грецьких історичних діячів того часу в якийсь момент свого життя мали відносини з хлопчиками або чоловіками.
Канони, обряди і сексуальні угоди, які регулювали педерастію, значно варіювалися від одного поліса до іншого, а також протягом тисяч років, поки вона практикувалася в Греції. Педерастія була соціально прийнятною формою гомосексуальності, але в цей період були і інші форми, включаючи проституцію і секс з рабами, хоча вони були соціально засудженими.
Хоча в меншій кількості є також свідчення про лесбйство, наприклад, в поезії Сапфо або в обрядах вакханок. Жінка, яка практикує жіночу гомосексуальність, називалася трібадія, від грецького «tribo» ( «терти»). У Спарті існувала форма педерастична відносин, аналогічна чоловічій, також для жінок.
У Стародавній Греції і Фригії в культі богині Кібели були кастровані чоловіки, і з цього моменту вони брали на себе плаття і жіночу роль.

### Рим
Соціальне уявлення про гомосексуальність в Стародавньому Римі сильно варіювалося з плином часу. У той час як в республіці вона була обмежена lex Scantinia і вважалася відхиленням від норми і грецькою поведінкою; в першій половині імперії це стало повністю прийнятною поведінкою, що практикуються навіть імператорами, одинадцятьма з перших дванадцяти згідно Светонію в його роботі «Життя дванадцяти цезарів», куди був включений Юлій Цезар; і інші більш пізні імператори, такі як Траян, Адріан і Геліогабал, серед інших.
За часів Римської імперії відбулися перші зареєстровані шлюби між чоловіками. Наприклад, Нерон послідовно одружився з трьома чоловіками й двома жінками. Шлюби здійснювалися без будь-якої правової або інституційної реформи, тому що у римлян шлюб був приватним договором між приватними особами, в який держава не втручалася.
Суспільне визнання гомосексуальності знову почала зменшуватися з середини імператорської епохи, і її практика виявилася повністю забороненої на початку християнської ери, покаранням її стратою Феодосієм I в 390 році.
Такий же осуд підтримувалося в законодавстві Юстиніана I 538 року до кінця Візантії.

### Східна Азія
У Китаї гомосексуальність відома з давніх часів. Пань Гуандань показує в своїй збірці цитат про гомосексуальність в древніх текстах, що майже всі імператори династії Хань мали одного або декількох коханців, зазвичай катамітів. В історичних записах також згадуються лесбійки.
Одностатевий сексуальний потяг в Китаї вважався нормальним і не переслідувався, як це було в Європі в середні віки. Гомосексуальна любов часто була представлена в китайському мистецтві, і багато прикладів пережили культурну революцію. Хоча немає великих статуй, є багато малюнків в рукописних свитках і шовкових картинах, які можна побачити в приватних колекціях.
В Індії є історичні записи в Рігведі (найстаріший текст в Індії, середина II тисячоліття до н. е.), в традиційних джерелах, в медичних текстах - таких, як Сушрута Самхіта (близько 600 р до н. е. ) - і юридичних, що згадують про існування людей «третьої статі» (тритію-пракріті, буквально «третя природа»). Ця група охоплювала як транссексуалів, так і інтерсексуалів, а також гомосексуалів і бісексуалів; тобто всіх, хто вважав, що в його істоті змішані чоловіча та жіноча натури. Камасутра, написана в III столітті н. е. - описує гомосексуальні практики як чоловіків, так і жінок, особливо методи фелляции між чоловіками.

## Середньовіччя

### Америка
До 1492 року в багатьох культурах корінних народів, розташованих в Північній Америці, існували люди, які іменували себе «людьми з двома душами». Є дані про транссексуалів чоловічої і жіночої статі в більш ніж 130 племенах.
Є також записи щодо гомосексуальних стосунків між чоловіками, іноді протягом усього життя.
Ацтеки були, мабуть, нетерпимими і жорстокими до гомосексуалів. Закон Мексики карав содомію смертю: насадженням на кіл за гомосексуальну активність, витяганням нутрощів через анальний отвір і побиттям палицями для лесбійок.
Майя були відносно більш терпимі до гомосексуальності, хоча в деяких випадках вони могли засудити її смертю в печі. Відомо про сексуальні вечірки серед майя, які включали гомосексуальний секс. Суспільство майя вважало гомосексуальність кращою для дошлюбного сексу, тому знать утримувала секс рабів для своїх дітей.
Тольтеки, з іншого боку, були надзвичайно терпимі до гомосексуальності і навіть дивували майя своїми проявами еротики.
В Імперії інків були розбіжності у ставленні розгляду і прийняття гомосексуальності в залежності від районів імперії. Там, де це було прийнято, раніше воно асоціювалося з релігійними і сакральними концепціями. Іспанські літописці, такі як Педро Сьеса де Леон, Грегоріо Гарсія або Барнабі Кобо, описують обряди, що проводяться жерцями-трансвеститами, включаючи гомосексуальні практики. Вони також згадують практику чоловічої гомосексуальної проституції в деяких храмах інків. Існує безліч керамічних виробів того часу, які представляють явний гомосексуальний секс культури Чиму.

### Східна Азія
У Китаї практика гомосексуальності залишалася поширеною в династіях Сун і Мін і залишиться незмінною до Нового часу, династії Цін. У ці періоди продовжують створюватися аллюзівні картини і малюнки.
Фасади деяких індуїстських храмів в Індії (наприклад, в Кхаджурахо) прикрашені в Середні століття всілякими сексуальними сценами, в тому числі гомосексуальними. Кілька текстів свідчать про практику гомосексуальності, такі як правовий кодекс Смріті-Ратнавалі (XIV століття), в якому згадуються серед інших чоловіки, які не можуть вступати в шлюб з жінками, трансгендери (сандхі), інтерсекс-люди (нісарга) і три різних типи гомосексуалів: мукха-Бхага («рот-вагіна», ті, хто займається оральним сексом з іншим чоловіком), асек (які ковтають сперму іншого чоловіка) і кумбхіка (які отримують анальний секс). У Яіа-мангалі з Ясодхарі, тексті дванадцятого століття, який коментував Камасутру, йдеться: «люди з таким [гомосексуальним] ухилом, які добровільно відмовляються від жінок, можуть бути без них, тому що вони люблять один одного, одружуються один з одним, об'єднані глибокою і вірною дружбою».
В Японії кілька літературних творів періоду Хейан містять посилання на гомосексуальні стосунки і існування транссексуалів, наприклад, в Повісті про Гендзі, де кілька чоловіків приваблюють молодь. В Кодзікі згадуються гомосексуальні практики деяких імператорів; наприклад, вони посилаються на якогось прекрасного хлопчика, утримуваного імператором в сексуальних цілях. В середні віки в японських арміях поширена практика чоловічий педерастії, сюдо.

### Європа
З падінням Західної Римської імперії її законодавство перестало застосовуватися, тому гомосексуальність буде практикуватися вільно і з достатньою терпимістю протягом Раннього Середньовіччя в більшості країн Європи, навіть якщо це вважалося гріхом . Виняток становить вестготська Іспанія, де правив Бревіарій Алариха, який карав чоловічі гомосексуальні практики кастрацією і вигнанням. У Східній Римській імперії Юстиніан I продовжує застосовувати смертну кару за гомосексуальну практику в своєму законодавстві Corpus iuris civilis 538 року.
Європейське суспільство стало теоцентричним, і нетерпимість до гомосексуальності росла. Релігійна влада, дуже впливова, зважаючи гарантом клятви васала і вершини феодальної піраміди, починає систематично переслідувати гомосексуалів з XII століття. Християнство, як і інші авраамічні релігії, засуджуть гомосексуальність, ґрунтуючись головним чином на тлумаченні біблійної історії про Содом, на додаток до засуджених Левит і апостола Павла в Новому Заповіті.
Починають вважати, що, як і в біблійному оповіданні, її практика може накликати божественний гнів на території, де дозволена содомія, викликаючи епідемії і стихійні лиха, що зробило гомосексуалів козлами відпущення.
Папа Григорій IX, дотримуючись рекомендацій третього Латеранського собору 1179 року поклав кінець кожному терпимості всередині і поза релігійних орденів, видавши указ про те, що монахи-содоміти будуть вигнані, а миряни відлучені від церкви.
У 1184 році була заснована середньовічна інквізиція, в основному для переслідування єретиків, таких як катари. Але крім звинувачень в єресі або сатанізмі, їх часто звинувачували в збочених сексуальних практиках. І незабаром вона стала інструментом для переслідування чаклунства і содомії. З тих пір гомосексуалів будуть переслідувати, катувати і засуджувати до смерті до кінця Середньовіччя, а потім і на всьому християнському Заході.
Ця атмосфера непримиренності змушує гомосексуалів ховатися, і тому дуже важко знайти гомосексуальних історичних персонажів, за винятком тих, які з'являються в звітах про розглядах і стратах за содомію, а також звинувачення в гомосексуальності було поширеним способом наклепу.

### Мусульманські країни
Хоча іслам також засуджує содомію, сексуальна мораль в той час була менш суворою в цьому питанні, якщо вона проводилася в приватному порядку. Практика педерастії була поширена під час Халіфату Аббасидів. Історики відзначають, що інтерес до контактів з хлопчиками росте паралельно з посиленням інтернування жінок в домашній сфері. У цей час ми знаходимо посилання на чоловічі педерастичні відносини в поезії та живопису від земель Аль-Андалусії до Індії.
У літературі прийнято звеличувати любов, сексуальну чи ні, включаючи любов до хлопчиків. Хоча в прозі теж є відсилання, в основному ми бачимо приклади в поезії, у віршах, що вихваляють красу і любов хлопчиків. Є кілька зразків цього в «Намисто голубки» андалуського поета Ібн Хазма, на лузі Газелей Шамс ад-Діна Мухаммада ібн Хасана ан-Наваджо і в роботах головного класичного поета на арабській мові Абу-Нуваса.

## Новий час і сучасність

### Європа
У XVII і XVIII століттях перші осередки сучасної гомосексуальної субкультури виявляються у великих містах, таких як Лондон, Париж або Амстердам, де гомосексуальні стосунки встановлювалися в основному між дорослими чоловіками, а не з хлопчиками. Поява цих субкультур викликало бурхливу реакцію з боку держав, які намагалися контролювати їх через терор, вбиваючи деяких гомосексуалів в якості «уроку». Найбільш яскравим прикладом є різанина в Амстердамі в 1730 році, в якій було страчено не менше двадцяти чотирьох чоловіків.

#### Епоха Відродження
В епоху Відродження сталися культурні та політичні зміни, але переслідування гомосексуалів тривало не тільки з тією ж інтенсивністю, але і в той час мали місце деякі з найбільших переслідувань як церковною владою, так і цивільною по всій Європі.
Іспанська інквізиція мала повноваження над злочином «мужолозтво». У судах Барселони, Валенсії і Сарагоси 12% засуджених інквізицією були засуджені до смерті на багатті; судів за содомію між 1570 і 1630 було близько 1000. Особливо суворий вигляд мав суд Сарагоси, який між 1 571 і 1579 засудив 543 чоловіків за содомію, з яких 102 були страчені.
У період з 1536 по 1821 рік португальська інквізиція засудила за содомію більше 4000 осіб, з яких близько 500 були ув'язнені і 30 померли на багатті, більшість протягом XVII століття. У XV і початку XVI століть були значні переслідування з боку цивільної влади в Венеції і Флоренції. Так, в період з1342 по 1402 рік у Венеції було скоєно 13 страт, а у Флоренції, де покарання не були настільки суворими, хоча включали кастрацію і смерть на багатті, було винесено 2500 вироків за содомію з т1432 по 1502 роки, винесених Ufficiali di Notte (від 1478 по 1502 року було пред'явлено 4062 звинувачення, в цілому близько 12 500 осіб).
За межами католицької церкви в країнах з реформатської церкви були створені свої власні інквізиційні інститути та репресивні закони. Наприклад, в Англії в період правління Генріха VIII був прийнятий закон про содомію(1533), перший урядовий закон в цій країні проти содомії, оскільки до тих пір переслідування гомосексуалів і виконання їх вироків здійснювалися церковними судами. Цей закон кваліфікує як злочин будь-яку сексуальну практику, «суперечить задумам Бога і людини». Згодом він був реформований судами, з тим щоб включити в неї тільки анальний секс і зоофілію. Згодом цей закон був дуже впливовим, оскільки він поширився на всі британські колонії і ліг в основу законів, які діяли до XXI століття в країнах Америки, Африки та Азії.
У 1532 році Карл V створив правову базу, яка б забороняла ті ж практики в своїй Constitutio Criminalis Carolina, яка залишалася в силі в Священної Римської імперії до кінця XVIII століття.
Серед небагатьох персонажів того часу, які можна назвати гомосексуалами, - художники Мікеланджело і Леонардо да Вінчі. Останній мав пройти через судовий розгляд за звинуваченнями в содомії в юності, і в підсумку був виправданий.

#### Наполеонівський кодекс і зародження активізму
Французька революція скасувала в 1791 році, ґрунтуючись на філософських принципах епохи Просвітництва і її дусі свободи, всі ті злочини, які були визначені як уявні, такі як чаклунство, єресь і содомія.
Французький Кримінальний кодекс Наполеона зберіг таку декриміналізацію, розглядаючи тільки злочину, які можуть заподіяти шкоду третім особам, хоча була введена деяка міра обмеження щодо «порушення громадського порядку», яка згодом використовувалася для обмеження сфери гомосексуальності і була основою цензури. Завоювання Наполеона і французький культурний вплив поширили цю форму законодавства на Європу і Америку.
Цей факт мав довгострокові наслідки, створюючи в Європі зону, що складається з країн, переважно католиків, які надихнули своє законодавство на наполеоновському кодексі, в якому гомосексуальність між дорослими за взаємною згодою більше не є злочином, серед них крім Франції були Іспанія, Бельгія, Люксембург, Нідерланди, Португалія, Баварія і кілька територій майбутньої Італії. В Іспанії звинувачення в содомії було виключено з Кримінального кодексу 1822 року, а інквізиція була остаточно скасована в 1834 році. Поруч з цією зоною була ще одна, що складається в основному з протестантських країн, в яких чоловіча гомосексуальність залишалася злочином. Ця ситуація створила основу для деякого гомосексуального туризму багатих людей, що відправляються з Північної Європи в південні країни в пошуках коханців і свободи.
Така нерівність в правовому обігу з гомосексуальністю стала стимулом для того, щоб деякі гомосексуали, що жили тоді в країнах, де була криміналізована гомосексуальність, почали кампанії зі скасування законів за содомію, стверджуючи, що їх спосіб життя не суперечить натурі і не є формою корумпованою моралі, підштовхуючи політиків до зміни законодавства. Стали з'являтися деякі твори, що відображають гомосексуальність в історії Стародавньої Греції як «Ерос: Чоловіча любов греків» Генріха Хёсслі (1784-1864), одного з перших активістів. Серед цих перших активістів на підтримку гомосексуальності виділялися Карл Генріх Ульріхс (1825-1895), Карлі Марія Кертбені (1824-1882) і Едвард Карпентер (1844-1929). Лікарі та вчені почали вивчати гомосексуальність, відходячи від моральної сфери. Зрештою, цей активізм стане зародком створення ЛГБТ-руху, особливо в країнах, де гомосексуальність все ще є злочином.
Прикладом репресій, які все ще існували в більшості країн, був знаменитий процес, який обвинувачує в «непристойній поведінці з іншими чоловіками» письменника і члена ордена Херонеи Оскара Уайльда, який був засуджений в 1895 році до двох років примусових робіт, що зруйнувало його репутацію і змусило бігти зі Сполученого Королівства до Франції.

#### Визвольний рух в Німеччині, 1890-1934
Незважаючи існування в Німеччині законодавства, що передбачає покарання за гомосексуальність - параграф 175 Кримінального кодексу - під час Веймарської республіки поліцейський тиск в деяких великих містах був низьким. Берлін вважався ліберальним містом з великою кількістю місцевих жителів і нічних клубів. Були кабаре, де туристи і місцеві жителі як гетеросексуальні, так і гомосексуальні насолоджувалися виступами трансвеститів.
Під час Другої Німецької імперії почався рух за права гомосексуалів, який став найактивнішим у світі, під час Веймарської республіки. У 1897 році в Берліні був створений Науково-гуманітарний комітет (Wissenschaftlich-humanitäres Komitee, WhK) для боротьби за декриміналізацію гомосексуальності і її соціальним визнанням, а також трансгендерів, ставши тим самим першою в світі громадською організацією по захисту прав геїв.
Один із співзасновників Комітету, доктор Магнус Гіршфельд, також став співзасновником і керівником Інституту сексуальних наук. Він володів дослідницької бібліотекою і великим архівом, а також публікував науковий журнал Jahrbuch für sexuelle Zwischenstufen (Щорічник для проміжних сексуальних станів). Крім того, у нього була консультація з питань сексу і шлюбу. Він також став піонером в просуванні міжнародних конгресів з вивчення сексуальності, організувавши Всесвітню лігу сексуальних реформ і поширюючи те, що називають «сексуальної реформою», закликаючи до громадянських прав і соціальному визнанню гомосексуалів і трансгендерів.
У 1903 році була створена ще одна гей-організація Gemeinschaft der Eigenen, заснована Адольфом Брандо разом з Бенедиктом Фрідлендером і Вільгельмом Янсеном, ідеалом якої була гомосексуальна любов між мужніми чоловіками і педерастія за грецькою моделлю. Вони прямо відкинули медичні теорії того часу про гомосексуальність, такі як теорія проміжних сексуальних стадій Магнуса Хиршфельда і Науково-гуманітарного комітету, вважаючи, що вони пропагують стереотип жіночної гомосексуальності; тому вони часто вступали в суперечки, хоча вони також коротко співпрацювали з ними в 1920-х роках, щоб боротися з параграфом 175. Gemeinschaft der Eigenen на додаток до політичної боротьби організував різноманітні культурні та відкриті заходи для геїв, і вони опублікували Der Eigene - перший в світі регулярний гомосексуальний журнал (1896).
З'явилося більше дисидентських організацій з організацією Хиршфельда. Ганс Канерт, заснував в 1920-х роках Асоціацію німецької дружби, спрямовану на формування дружніх зв'язків між німецькими гомосексуалами. Центр був відкритий в Берліні з щотижневими зустрічами, і вони публікували також щотижневий бюлетень під назвою Die Freundschaft. У 1921 році асоціація виступила із закликом до дій, спрямованих на те, щоб німецькі гомосексуали брали участь в правовій реформі.
У культурній сфері це також знайшло своє відображення. Свобода друку в Веймарській республіці сприяла появі великої кількості публікацій про гомосексуальність. У міжвоєнний період для гомосексуалів було видано 30 різних газет, журналів і бюлетенів. До Der Eigene (1896), Карл-Генріх Карл Генріх Ульріхс вже видавав в 1870 році журнал Urnings, з якого був опублікований тільки один номер. З'явилися романи і книги всіх видів. У 1919 році був знятий перший з кількох гей-тематичних фільмів, «Не такий як усі», у виконанні Конрада Фейдта, який розповідає історію гомосексуальної жертви шантажу, яка відчайдушно просить допомоги у відомого лікаря (якого грає сам Магнус Гіршфельд) і кінчає самогубством під тиском суспільства. Тема була натхненна частим шантажем, яким гомосексуали піддавалися в реальному житті через законодавство, яке їх карало. А в 1921 році була заснована гомосексуальна театральна група Theater des Eros. У 1920 році був складений перший гомосексуальний гімн Das lila Lied.
Науково-гуманітарний комітет, очолюваний Хіршфельдом, зумів зібрати близько 5000 підписів відомих громадян, які закликають до скасування параграфа 175, і в 1898 році подав петицію в рейхстаг, але не був прийнятий, так як вона була підтримана тільки меншістю Соціал-демократичної партії.
У 1929 році Хіршфельду вдалося переконати парламентський комітет знову подати Рейхстагу законопроєкт про скасування параграфа 175. Всі делегати від німецьких політичних партій, включаючи Комуністичну партію Німеччини, за винятком нацистської партії, проголосували за зняття параграфа 175 при голосуванні в комітеті. Таким чином, парламент був практично готовий реформувати кодекс, коли крах Нью-Йоркської фондової біржі, що викликав фінансову кризу і умови анексії Австрії порушили новий законопроєкт.
У 1930 році відбулася перша в історії зміна статі. Данський художник Ейнар Могенс Вегенер (1882-1931) переніс п'ять операцій в Німеччині під керівництвом Магнуса Хиршфельда, після чого прийняв ім'я Лілі Ельбе.

#### Нацистське і фашистське переслідування
Всі досягнення Веймарської республіки зазнали краху з приходом до влади Адольфа Гітлера і нацистської партії. У нацистську епоху гомосексуальність розглядалася як ознака неповноцінності і генетичний дефект, що перешкоджає вшануванню арійської раси, що посилювали застосування параграфа 175 Кримінального кодексу Німеччини.
Німці, які вважались гомосексуалами, були арештовані, ув'язнені або поміщені в концентраційні табори, як і гомосексуали на окупованих територіях, де багато хто був убитий. За оцінками німецького історика Клауса Мюллера, в період з 1933 по 1945 рік було заарештовано близько 100 000 чоловіків і жінок.
Близько половини з них були ув'язнені; від 15 000 до 10 000 з них були відправлені до концентраційних таборів, з яких тільки близько 4000 вижили в кінці війни. Дуже високий відсоток у порівнянні з іншими групами через жорстоке поводження з ними.
Гомосексуали в концентраційних таборах були ідентифіковані з рожевим перевернутим трикутником. Ті гомосексуали, які також були євреями, були змушені носити зірку Давида, перевернутий трикутник якої був рожевим. Цей символ в пам'ять про знищення в концентраційних таборах в даний час використовується асоціаціями, які борються з дискримінацією за ознакою сексуальної орієнтації.
В цілому можна стверджувати, що лесбійство як таке не переслідувалося системою, хоча окремі юристи закликали до покарання, а лесбійський і феміністський рух було заборонено. Є повідомлення про окремі випадки викрадення лесбійок і переміщення їх в будинки розпусти в концентраційних таборах, проте факти настільки розпливчасті, а в деяких випадках і суперечливі, що їх справжність береться під сумнів. В концентраційних таборах, природно, були лесбійки, але засуджені за інші злочини. Особливі труднощі, з якими стикаються лесбійки під час війни, були викликані загрозою переслідування, яка привела до серйозної правової і соціальної нестабільності, і зокрема до заборони на «престижну» роботу для жінок. В результаті всі жінки були віднесені до дешевої робочій сили, що в разі лесбійок, без допомоги зарплати чоловіка, було особливо важко для їх виживання. В Австрії, де жіноча гомосексуальність була незаконною, кількість винесених судових процесів і покарань було незначним, оскільки в більшості випадків навіть не було призначено мінімальне покарання, передбачене законом, і часто надавалося умовно-дострокове звільнення.
Після війни вищезгаданий параграф 175 залишався в силі в обох частинах Німеччини до кінця 1960-х років. Таким чином, гомосексуали, які вижили в нацистських концентраційних таборах, могли бути знову заарештовані за тим же законом. Навіть в 1998 році, коли парламент Німеччини прийняв закон про скасування несправедливих вироків, винесених при відправленні нацистського кримінального правосуддя, дві групи були виключені з всеосяжного анулювання: військові дезертири і гомосексуали. Таким чином, тим геям, хто вижив не дозволяли користуватися процедурами, спрямованими на те, щоб очистити їх правову стигму та отримати компенсацію за несправедливість, яку вони понесли, як і всі інші жертви. Тільки в 2002 році в закон були внесені поправки, що передбачають включення гомосексуалів.
У свою чергу, фашистські союзники Німеччини здійснювали власне переслідування гомосексуалів. В Італії переслідування геїв почалося в 1940-х роках. При фашистській диктатурі Беніто Муссоліні деякі гомосексуали були відправлені у внутрішню ссилку, в такі місця, як крихітні італійські острови. У Франції режим Віші також ввів закони проти гомосексуалів. У той час як в Іспанії режим Франко прийняв закони про переслідування і ув'язнення в тюрму гомосексуалів. Він спочатку вніс поправки в закон «Про розпливчастих і підлих осіб», включивши в нього гомосексуалів, що зробило можливим відправляти їх в трудові табори і сільськогосподарські колонії, які були справжніми концентраційними таборами, такими, як Тефія на острові Фуертевентура. Згодом, в 1970 році, буде прийнятий закон про небезпеку і соціальну реабілітацію, що передбачало тюремне ув'язнення або переміщення в психіатричні виправні установи, який діяв до 1979 року і в період переходу до демократії.

#### Переслідування в СРСР та інших комуністичних країнах
Одночасно в Радянському Союзі відбувалося менш відоме переслідування гомосексуалів. Основою переслідування вважався біологічний фактор людини. Гомосексуальність була оголошена діяльністю проти природи і вважалася неприродним явищем. Так, в 1934 році до Кримінального кодексу СРСР була внесена стаття 121, що свідчила:
1. Статеві зносини чоловіка з чоловіком (мужолозтво) карається позбавленням волі на строк до 5 років. 2. Обтяжене мужолозтво. У разі застосування фізичного насильства, погроз, практики з неповнолітнім або зловживання перевагою з залежною особою карається позбавленням волі на строк до 8 років.
Однак навіть з цими приписами, арешти і ув'язнення, пов'язані з гомосексуальністю, не несли широкий і повсюдний характер. Найбільш гострий період арештів за гомосексульність припав на правління Леоніда Брежнєва. Гомосексуалів поміщали в психіатричні відділення і намагалися «вилікувати» від даного явища.

### Азія
У більшості мусульманських країн середньовічна терпимість до гомосексуальності незабаром була відкинута, і були введені більш суворі і нетерпимі погляди на її практику - шаріат. Згідно з різними школами юридичного тлумачення, мазгаб, вироки варіюються від простого штрафу або батогів до тюремного ув'язнення або смерті, залежно від місця.

### Африка на південь від Сахари і південні моря
До XX століття в звітах про країни Африки на південь від Сахари стверджувалося, що гомосексуальності на континенті не існувало. До 1920 року стали з'являтися повідомлення, що підтверджують зворотне, і стали говорити про «узаконену гомосексуальність» серед африканських народів, яка акцентувала увагу на відмінностях влади, віку і функцій, а не на сексуальному або еротичному задоволенні. Сучасні антропологи стверджують, що навпаки, гетеросексуальная сексуальність інституціоналізована, існує обов'язок вступати в шлюб і мати дітей. В африканських патріархальних суспільствах гомосексуали можуть підтримувати відносини з іншими чоловіками доти, поки вони невидимі для суспільства. Існує також безліч свідчень про лесбійські звичаї, включаючи Лесото, де дві жінки можуть одружитись.
Ситуація змінилася до 1900 року з колоніалізмом. Спочатку через появу великих концентрацій сезонних робітників, які збиралися в основному в шахтах і які привели до появи шлюбів між чоловіками і хлопчиками, церемонії і правила яких були схожі на гетеросексуальні. Звичай тривав, принаймні, до 1980-х років. Але найглибшою зміною, викликаною колоніалізмом, було введення вікторіанської моралі, християнських і ісламських релігій і законів содомії, які перетворили Африку на південь від Сахари в один з найбільш гомофобних районів планети в XXI столітті.
Є численні повідомлення від мандрівників і антропологів про гомосексуальність в Океанії. Фігура маху на Таїті, яка задокументована з 1789 року в доповіді Вільяма Блайта з факаліті Тонга або фаафафіне Самоа, аналогічна фігурі двох американських духів: чоловіків, які беруть участь жінок в суспільстві. На Гаваях існував інститут айкане - молодих людей, які служили вождям племен в політичних і сексуальних питаннях і користувалися повагою як впливові люди. В Австралії прийнято, щоб брат нареченої служив сексуальною заміною майбутньому чоловікові, поки наречений і наречена не досягли шлюбного віку. У Папуа відомо плем'я Еторе, які вважають, що молоді люди повинні пити сперму літніх людей, щоб отримати життєву силу. Вивчення гомосексуальності в Океанії зробило важливий вплив на сучасне вивчення цього явища на Заході, показавши, що соціально можливо інше сприйняття. Незважаючи на це, колонізація також вплинула на місцеве законодавство, і, наприклад, гомосексуальність карається позбавленням волі на строк до 14 років в Папуа-Новій Гвінеї.

### Америка

#### США
Сполучені Штати успадкували законодавство від Сполученого Королівства, пуританські поселенці принесли свої забобони проти гомосексуалів. З 13 первинних колоній тільки в Джорджії не було закону проти содомії, майже у всіх наступних колоніях був прийнятий Закон про содомію по англосаксонському праву. Після здобуття незалежності штати зберегли закони про содомію, які в цілому засуджували гомосексуальну практику чоловіків до смертної кари. Гомосексуальні акти між жінками до кінця 20-го століття також були карними в більшості штатів, але переслідування були дуже рідкісними, і покарання, як правило, були більш м'якими, ніж за один і той же злочин між чоловіками. Просвітництво і французька революція створили атмосферу лібералізму, яка призвела до того, що кілька американських штатів скасували смертну кару за содомію. Замість цього було накладено покарання у вигляді 10 років позбавлення волі і конфіскацію майна; проте в інших штатах, таких як Південна Кароліна, содоміти могли бути засуджені до смертної кари аж до 1873 року.
Після появи психоаналізу гомосексуальність стала розглядатися як психічний розлад, гомосексуалів інтернували добровільно або примусово до психіатрів і піддавали репаративної терапії, яка включала аверсивну терапію електрошоком і навіть лоботомію. Протягом перших двох третин XX століття прийняття гомосексуальності переживало коливання, оскільки суспільство проходило через більш-менш консервативний період.
У 1924 році була створена перша організація, яка захищала цивільні права гомосексуалів, Товариство з прав людини, але поліція швидко розпустила його.
Звіти Кінсі про сексуальність чоловіків (1948 рік) і жінок (1953 рік), де серед перших були науково розглянуті питання гомосексуальності і бісексуальності серед інших аспектів людської сексуальності в цілому, набули широкого поширення в наукових колах і за їх межами. Публікація першого тому під заголовком «Сексуальна поведінка самця людини», стала несподіванкою для суспільства: в ньому стверджувалося, що гомосексуальні практики не є маргінальним явищем і здійснюються значним відсотком населення.

#### Латинська Америка
З плином часу правовий режим гомосексуальності і визнання цивільних прав гомосексуалів в регіоні були досить нерівномірними. У той час як ряд країн рано приєдналися до наполеонівському Кримінального кодексу і декриміналізувати гомосексуальну практику в XIX столітті, наприклад Бразилія (1830 рік), Мексика (1871 рік), Гватемала (1871 рік) і Аргентина (1886 рік), деякі з них декриміналізувати її протягом ХХ століття, наприклад Перу (1924 рік), а інші чекали до XXI століття, щоб зняти заборону, такі як, Пуерто-Рико (2005 рік), Панама (2008 рік) і Нікарагуа (2008 рік), майже одночасно з цим інші держави почали визнавати право на громадський союз одностатевих пар; особливо слід відзначити випадок Венесуели, де гомосексуальність ніколи не каралася.

### Гомофільний рух
«Гомофільний рух» був ЛГБТ-рухом, що виник після Другої світової війни, приблизно між 1945 і кінцем 1960-х років. Назва «гомофіл» від грецького φιλία (filia, любов) було прийнято цими групами в якості альтернативи слова «гомосексуальність», щоб підкреслити любов, а не секс, і щоб відійти від негативного і стереотипного образу гомосексуала. Слово було введено Карлом-Гюнтером Хеймсотом в його докторської дисертації 1924 року «Гетеро і гомофілія».
Вони прагнули домогтися визнання гомосексуалів і стати респектабельними членами суспільства двома способами: науковими знаннями про гомосексуальність і спробами переконати суспільство в тому, що, не дивлячись на відмінності, які зводилися до приватної сфері, гомосексуали були нормальними і законними. Ці групи вважаються політично поміркованими і обережними в порівнянні з попередніми і наступними ЛГБТ-рухами.
У цей період в різних країнах Європи і Америки було сформовано кілька гомофільних організацій, таких як COC Nederland, Forbundet af 1948 і International Gay World Organisation; північноамериканські Суспільство Маттачіне і Дочки Білітіс; і англійські Homosexual Law Reform Society і Campaign for Homosexual Equality.
Одним з основних завдань гомофільних груп було видання журналів, які поширювали наукові знання про гомосексуальність і розглядали це питання з позитивної точки зору, серед цих публікацій були Der Kreis, Arcadie і ONE, Inc.
Термін «гомофіл» вийшов з ужитку з занепадом руху і його організацій, коли в 1969 році виникл Визвольний рух геїв і лесбійок.

### Стоунволлські бунти
Влада Нью-Йорка в шістдесяті роки демонструвала свою нетерпимість, відмовляючи в ліцензії на вживання алкоголю в барах, які часто відвідували гомосексуали, як спосіб тиску. Оскільки там все одно подавали алкоголь, це ставало приводом для проведення поліцейських рейдів і переслідування клієнтів. 28 червня 1969 року один з цих заворушень в барі Стоунволл-інн на Кристофер-стріт в Гринвіч-Вілледж спровокував повстання гомосексуалів проти поліцейських сил, заворушення на вулицях тривали протягом трьох днів.
Незважаючи на бунт, поліцейські рейди в Нью-Йорку не закінчилися безпорядками в Стоунволл. 8 березня 1970 року поліція заарештувала 167 осіб в Snake Pit, іншому гей-барі Гринвіч-Віллідж. Інцидент привів до трагічних наслідків, оскільки один із затриманих, молодий аргентинець, боячись втратити візу, вискочив з вікна і отримав серйозні поранення.
Події раннього ранку 28 червня 1969 роки не були першим зіткненням гомосексуалів з поліцією ні в Нью-Йорку, ні в інших місцях. Вже були заворушення в кафе Комптона в 1966 році і в таверні Black Cat в Лос-Анджелесі під час рейду в 1967 році, проте різні обставини зробили заворушення Стоунволл незабутніми. Розташування цього місця сприяло його успіху, з вузькими вулицями, які давали протестувальникам перевагу перед поліцією. Крім того, багато учасників і жителі Гринвіч-Віллідж належали до політичних організацій і змогли мобілізувати велику і згуртовану групу гей-спільноти протягом декількох тижнів після повстань. Таким чином, ця акція мала набагато більший вплив на гей-співтовариство, ніж почуття солідарності в короткостроковій перспективі, ставши відправною точкою визвольного руху ЛГБТ, викликавши об'єднання гомосексуалів в такі організації, як Фронт визволення геїв або Альянс гей-активістів. Але, мабуть, найвидатнішим аспектом заворушень Стоунволл є його власне святкування, яке породило щорічні заходи Міжнародного дня ЛГБТ-гордості, святкування якого в даний час об'єднує сотні тисяч людей у всьому світі, які захищають свої права. Таким чином, заворушення Стоунволл залишилися для історії віхою і символом початку в боротьбі за права геїв.
Успіх і наслідки заворушень Стоунволл багато в чому обумовлені зміною загального мислення суспільства в шістдесяті роки, яке заохочувалося сексуальною революцією, феміністським рухом і боротьбою за цивільні права расових меншин. Стоунволл є переломним моментом в організації колективів і взаємозв'язків гей-субкультури, що радикально змінює свою політичну програму. У той час як активісти попередніх поколінь в основному боролися за більш широке визнання, покоління які йдуть за Стоунволл, вимагатимуть соціального визнання, повної інтеграції та зрівняння прав.
Також відбулися зміни в мові, термін «гомосексуаліст», який підтримував негативні конотації, які виходять від психіатрії, був відкинутий багатьма американськими гомосексуалами сімдесятих років; замість цього набуло вжитку без негативних конотацій, слово «гей» (англійською мовою: веселий).

### ВООЗ і APA
З появою психоаналізу в 1890-х роках стався зсув в сприйнятті гомосексуальності частиною західних суспільств, вони перестали бачити гомосексуалів як порочних, грішників, злочинців або психічно хворих. Те, що було далеко не проривом, призвело до погіршення ситуації, оскільки справа стосувалася не тільки релігійних фанатиків і регресивних політиків, а й психіатрів і різних теорій в цій області. Гомосексуали, навіть в тих місцях, де це не було злочином, ризикували бути «вилікуваними». Багато гомосексуалів в усьому світі були добровільно або насильно поміщені в психіатричні лікарні і піддавалися травмуючій репаративній терапії протягом більшої частини ХХ століття.
17 травня 1990 року стало однією з віх в історії ЛГБТ, ВООЗ виключила гомосексуальність з Міжнародної статистичної класифікації хвороб та споріднених проблем охорони здоров'я.
У1973 році  Американська психіатрична асоціація (APA) змінила попередній статус гомосексуальності, одноголосно проголосувавши за виключення гомосексуальності з розділу «сексуальні відхилення» з другого видання діагностичного і статистичного посібника з психічних розладів (DSM-II). Це рішення було офіційно підтверджено простою більшістю (58%) генеральних членів АПА в 1974 році, які вирішили замінити цей діагноз м'якшою категорією «розладів сексуальної орієнтації», який буде замінений в третьому виданні (DSM-III) терміном егодистонічна гомосексуальність, який в кінцевому підсумку виключив його зі списку в перегляді того ж видання (DSM-III-R) в 1986 році.
З тих пір гомосексуали більше не можуть піддаватися дискримінації і не повинні страждати від небезпечних методів сексуальної переорієнтації, хоча недоброзичливці гомосексуальності як і раніше вважають, що вони були виключені зі списку не по науковим критеріям, а через політичний тиск.

### Цивільні права і шлюб
ЛГБТ-рух з кінця XIX століття бореться і працює над забезпеченням рівних прав. І Загальна декларація прав людини відбила цю вимогу:
Всі люди народжуються вільними і рівними в правах. Вони наділені розумом і совістю і повинні діяти стосовно один одного в дусі братерства.

 Кожна людина повинна мати всі права і всі свободи, проголошені цією Декларацією, без якої б то не було різниці, як-то у відношенні раси, кольору шкіри, статі, мови, релігії, політичних чи інших переконань, національного або соціального походження, майнового, станового або іншого становища.

 Статті 1 і 2 Загальної декларації прав людини
Як тільки в Європі і майже у всій Америці була досягнута декриміналізація гомосексуальності, наступною вимогою до кінця XX і початку XXI століття стало визнання цивільних союзів і одностатевих шлюбів. Таким чином, права гомосексуальних пар будуть прирівняні до прав гетеросексуальних пар в таких областях, як успадкування, доступ до соціального страхування пари або податкові пільги.
Першою державою в світі, що легалізувала одностатеві шлюби, були Нідерланди в 2001 році, коли 1 квітня того ж року відбувся перший шлюб в мерії Амстердама.
Слідом за Нідерландами одностатеві шлюби були визнаніБельгією (2003 рік), Іспанією і Канадою (2005 рік), Південною Африкою (2006 рік), Норвегією та Швецією (2009 рік), Португалією, Ісландією, Аргентиною (2010 рік), Данією (2012 рік ) і Уругваєм і Францією (2013 рік), а також 6 штатами Сполучених Штатів і Мехіко.